# 160 (число)
160 (сто шестьдесят) — натуральное число, расположенное между числами 159 и 161.

## В математике
- Сумма первых одиннадцати простых чисел[1][2]:

160 = 2 + 3 + 5 + 7 + 11 + 13 + 17 + 19 + 23 + 29 + 31.
- Сумма кубов первых трёх простых чисел[3]:

160 = 23 + 33 + 53.
- Числа 1602 + 1 и 1604 + 1 являются простыми[4].
- 160 — чётное трёхзначное число.
- Сумма цифр числа 160 — 7
- Произведение цифр этого числа — 0
- Квадрат числа 160 — 25600
- Существует ровно 160 различных эннеиамондов — многоугольников, состоящих из 9 правильных треугольников[5] ↓66, ↑448 .
- Существует 160 планарных разбиений[англ.] с суммой 8[6].

## В других областях
- 160 год.
- 160 год до н. э.
- 160-й отдельный сапёрный батальон — воинская часть в вооружённых силах СССР во время Великой Отечественной войны.
- 160-й меридиан восточной долготы.
- NGC 160 — галактика в созвездии Андромеда.